# The Lair (Fernsehserie)
The Lair ist eine US-amerikanische Fernsehserie, die erstmals zwischen 2007 und 2009 in drei Staffeln auf dem Fernsehsender here! ausgestrahlt wurde.
Der Erfinder der Serie ist der Regisseur Fred Olen Ray. 2011 brachte Pro-Fun Media die ersten beiden Staffeln mit deutschen Untertiteln auf DVD heraus.

## Handlung
The Lair spielt in einer fiktiven Welt, in der auch die LGBT-Fernsehserie Dante’s Cove spielt. Der Vampir Colin, der seit Jahrhunderten lebt, bedroht die auf einer Insel gelegene Kleinstadt von Sheriff Trout. Thom, der örtliche Reporter, untersucht den Tod von mehreren jungen Männern. Seine Nachforschungen führen ihn in den Sexclub „The Lair“. Der Club wird von dem Vampir Damian geführt, der sich in Thom verliebt, da Thom ihn an einen Vampir erinnert, der vor zwei Jahrhunderten gelebt hat. In dem Club kommt es zu einer Schießerei, als Sheriff Trout den Club entdeckt...

## Besetzung
- Peter Stickles: Damian (Staffel 1–)
- David Moretti: Thom Etherton (Staffel 1–)
- Dylan Vox: Colin (Staffel 1–)
- Beverly Lynne: Laura Rivers (Staffel 1–2)
- Brian Nolan: Frankie (Staffel 1–)
- Jesse Cutlip: Jonathan (Staffel 1)
- Colton Ford: Sheriff Trout (Staffel 1–)
- Evan Stone: Jimmy (Staffel 1)
- Michael Von Steel: Eric (Staffel 1)
- Arthur Roberts: Dr. Belmont (Staffel 1)
- Ted Newsom: Dr. Cooper (Staffel 1)
- Ethan Reynolds: Jonathan (Staffel 2)
- Frankie Valenti: Tim (Staffel 2–)
- Matty Ferraro: Ian (Staffel 2)
- Matthew King: Dr. Jake Waldman (Staffel 2)
- Steven Hirschi:Athan (Staffel 3–)